# Idiane Crudzá
Idiane Cruz da Silva (Porto Real do Colégio), mais conhecida como Idiane Crudzá, é uma escritora e educadora sociocultural indígena do povo Kariri-Xocó. Em 2023, recebeu o prêmio Jabuti como coautora na categoria Fomento à leitura, com oferecimento da União Brasileira de Escritores.

## Biografia
Dubo-heri que significa “mestra” na língua Dzubukuá-kariri-kipea junto a Escola Espaço Subatekerá Nunú. Trabalha voluntariamente para revitalização linguística da língua Dzubukuá - Kariri -Kipea dos Kariri-Xocó.
Entre seus trabalhos destacam-se o livro publicado junto à coleção Narrativas indígenas, cultura brasileira e suas histórias, distribuído pela editora Parimpar, "Matykáta e a Jurema Sagrada", com versões em português, Kari "Marany e sua Jornada na Terra e outros Contos" e dois volumes do material didático da língua Kariri-Xocó, "Subatekerá Dzidé Ayby Arãkié Yndiany Nayly"

## Livros
- Subatekerá Dzid - volume 1[3] Yndiany Nayly - volume 1[3]
- Subatekerá Dzid - volume 2[4] Yndiany Nayly - volume 2[4]
- Marany e sua Jornada na Terra e outros Contos[5]

## Prêmios e reconhecimentos
- 2023: Prêmio Jabuti como coautora na categoria Fomento à leitura, oferecido pela União Brasileira de Escritores.[1]